# Clannad (phim)
CLANNAD (クラナド Kuranado) là bộ phim anime do Osamu Dezaki đạo diễn và dựa trên visual novel cùng tên của Key. Phim được giới thiệu lần đầu tại Tokyo Anime Fair ngày 23 tháng 3 năm 2006 và ra mắt trên các rạp chiếu phim Nhật Bản vào ngày 15 tháng 9 năm 2007. Toei Animation là nhà sản xuất chính của phim.